# Marcollin
Marcollin é uma comuna francesa na região administrativa de Auvérnia-Ródano-Alpes, no departamento de Isère. Estende-se por uma área de 10,69 km². Em 2010 a comuna tinha 674 habitantes (densidade: 63 hab./km²).